# Storbritanniens herrlandslag i handboll
Storbritanniens herrlandslag i handboll (engelska: Great Britain national handball team) representerar Storbritannien i handboll på herrsidan. Laget kontrolleras av det brittiska handbollsförbundet. Landslaget spelade sin första landskamp 1969 och deltog tidigare i C-VM innan det lades ner. Landslagsverksamheten återupptogs 2007 i och med satsningen på OS 2012.

## Historik
Landslagshandboll i Storbritannien började 1967 då förbundet grundades i Liverpool. 1968 följde medlemskapet i det internationella förbundet International Handball Federation. Landslaget har funnits sedan 1969, då den första landskampen spelades. Italien vann med 30 -12. Storbritannien deltog i flera internationella tävlingar mellan 1972 och 1974, bland annat kvalet till OS i München. Under 1970- och 1980-talet deltog man sex gånger i C-VM men förlorade 29 av 30 matcher. Den enda segern togs mot Färöarna 1984. När uppdelningen i A-, B- och C-VM togs bort lades det brittiska landslaget ner. 

## OS i London 2012
Det brittiska förbundet gjorde med start 2006 en satsning till olympiska sommarspelen 2012 i London, dit man automatiskt kvalificerade sig som värdar. Förbundet fick en budget på 3 miljoner pund för att skapa ett landslag. Bland annat påbörjades en satsning på handboll i brittiska skolor och ett samarbete med Danmarks handbollsförbund. 2007 spelades den första landskampen på många år när man mötte Nya Zeeland. Samtidigt har England och Skottland, som har egna förbund, spelat separata landskamper. 
Till OS-laget värvades även flera spelare från utlandet med koppling till Storbritannien. Bland annat Chris Mohr från Tyskland som har en skotsk mamma och Jesper Parker, svensk handbollsmålvakt med engelsk pappa. Mohr skickade in svar på en allmän förfrågan från det brittiska förbundets sida 2006 och togs med i den satsning som förbundet startade 2006.
För att vidare utveckla spelarna bedrivs British Handball Development-akademin i Danmark. Budgetnedskärningar gjorde att spelarna 2009 inte längre kunde vara på den danska akademin utan istället skrevs ett avtal med den tyska Handball-Bundesliga-laget TUSEM Essen för matchning av spelarna. Essen hade då brist på spelare på grund av sin ekonomiska situation. Först 2011 gav Storbritanniens olympiska kommitté klartecken för ett deltagande i handbollsturneringen.
Säsongen 2008/2009 spelade alla för klubbar i Kontinentaleuropa utom Omar Sani, som spelade i Egypten.

### Fotnoter
1. ↑  History of Handball Arkiverad 11 december 2008 hämtat från the Wayback Machine. England Handball Association website, läst 30 juli 2009
2. 1 2  ”Arkiverade kopian”. Arkiverad från originalet den 2 juli 2013. https://web.archive.org/web/20130702055734/http://www.britishhandball.com/history/. Läst 24 juni 2013.
3. ↑  BHA website - Preparing for London 2012 Olympic Games Arkiverad 13 maj 2009 hämtat från the Wayback Machine. läst 30 juli 2009
4. ↑  http://www.britishhandball.com/gb-teams/
5. ↑  http://www.tagesspiegel.de/sport/olympia/kannst-du-auch-werfen-als-das-britische-olympia-team-vor-dem-aus-stand-kam-die-rettung-aus-deutschland/6933496-2.html
6. ↑  Unearthing hidden talent UK sport website, läst 30 juli 2009
7. ↑  http://www.sport1.de/de/handball/handball_bundesliga/artikel_63239.html